# سیارک ۶۸۷۶
سیارک ۶۸۷۶ (به انگلیسی: 6876 Beppeforti، نامگذاری:1994RK1) شش هزار و هشتصد و هفتاد و ششمین سیارک کشف شده‌است که در ۵ سپتامبر ۱۹۹۴ کشف شد.
قدر مطلق سیارک برابر ۱۳٫۴۰ است.